# Wise One (John Coltrane)
Pour les articles homonymes, voir Wise et One.
Clip vidéo
[vidéo] « Wise One - ohn Coltrane », sur YouTube
Wise One (le sage, en anglais) est un standard de jazz, composé par le saxophoniste américain John Coltrane, et enregistré en 1964 avec son « John Coltrane quartette », sur son album studio Crescent du label Impulse!, une des compositions les plus emblématiques de son œuvre.

## Historique
Après avoir commencé sa carrière de jazz dans les années 1940 d'après-guerre, avec entre autres Charlie Parker, Dizzy Gillespie, Sonny Rollins, Thelonious Monk, et Duke Ellington, et être devenu célèbre avec le sextet de Miles Davis (avec entre autres leurs albums 'Round About Midnight (1957), Milestones (1958), et Kind of Blue (1959)) John Coltrane (1926-1967, considéré comme un des saxophonistes de jazz moderne les plus célèbres de l'histoire du jazz) forme son propre quartette-quintette avec Steve Davis, Steve Kuhn, et Pete La Roca, puis avec McCoy Tyner, Elvin Jones, et Jimmy Garrison (groupe emblématique du jazz modal) pour enregistrer ses propres créations et compositions avant-gardistes révolutionnaires et mystiques « d'art coltranien » (avec Miles Davis et sa seconde épouse Alice Coltrane), dont cette composition de jazz modal « Wise One » de plus de 9 min de son album studio Crescent, considérée comme une de ses compositions les plus emblématiques, et un des meilleurs albums de sa carrière,.

## John Coltrane quartette
- John Coltrane : saxophone ténor
- McCoy Tyner : piano
- Jimmy Garrison : contrebasse
- Elvin Jones : batterie